# Ot me-Avshalom
Ot me-Avshalom (Ebraico: אות מאבשלום traduzione: Una lettera da Avshalom o Un segno da Avshalom) è un romanzo della scrittrice israeliana Nava Macmel-Atir e pubblicato da Yediot Books nel 2009. Il libro è diventato rapidamente un best seller ricevendo il premio di "libro d'oro" per aver venduto 20 000 copie in tre mesi dalla pubblicazione. Sei mesi dopo la pubblicazione ha ricevuto il premio di "libro di platino" dall'Associazione d'editori di libri d'Israele per aver venduto 40 000 copie. Nel mese di giugno 2015, "Ot me-Avshalom" ha ricevuto il premio di "libro diamante" per aver venduto 100 000 copie.

## Trama

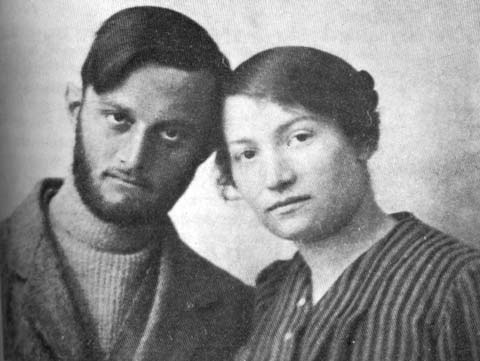
Avshalom Feinberg e Sarah Aaronsohn del Nili, 1916

Una giovane grafologa di nome Alma Bach si mette sulle tracce di un uomo il cui scritto le è stato inviato per una valutazione. Essa scopre caratteristiche come l'arguzia, l'elevato grado di cultura generale e il coraggio. Scopre un uomo passionale con una immaginazione molto sviluppata, stile di linguaggio e la sensibilità di un artista, un uomo dotato di una personalità magnetica che attrae le persone vicine a lui e allo stesso tempo sa come isolarsi e mantenere un segreto, ma soprattutto un uomo capace di amare a grandi ampiezze e che è disposto a sacrificarsi per il suo amore, per il suo amore per la terra, per il suo amore per una donna e poi pagare il prezzo più alto per esso. Alma è determinata ad incontrare quest'uomo faccia a faccia.
La storia salta essenzialmente tra due periodi paralleli, il primo dei quali si svolge nella moderna Israele dove Alma viaggia alla scoperta dell'uomo che sta cercando. Il secondo delinea un ritratto biografico della vita di Avshalom Feinberg, fondatore e leader dell'organizzazione spionistica Nili in Palestina a partire dal tardo XIX secolo fino alla prima parte del XX secolo.

## Premi
- Libro d'oro - Associazione d'editori di libri d'Israele (2009)[1]
- Libro di platino - Associazione d'editori di libri d'Israele (2010)[2]
- Libro di diamante - Associazione d'editori di libri d'Israele (2015)[3]